# 聖軒公家塾
22°26′41.03″N 114°00′29.42″E / 22.4447306°N 114.0081722°E

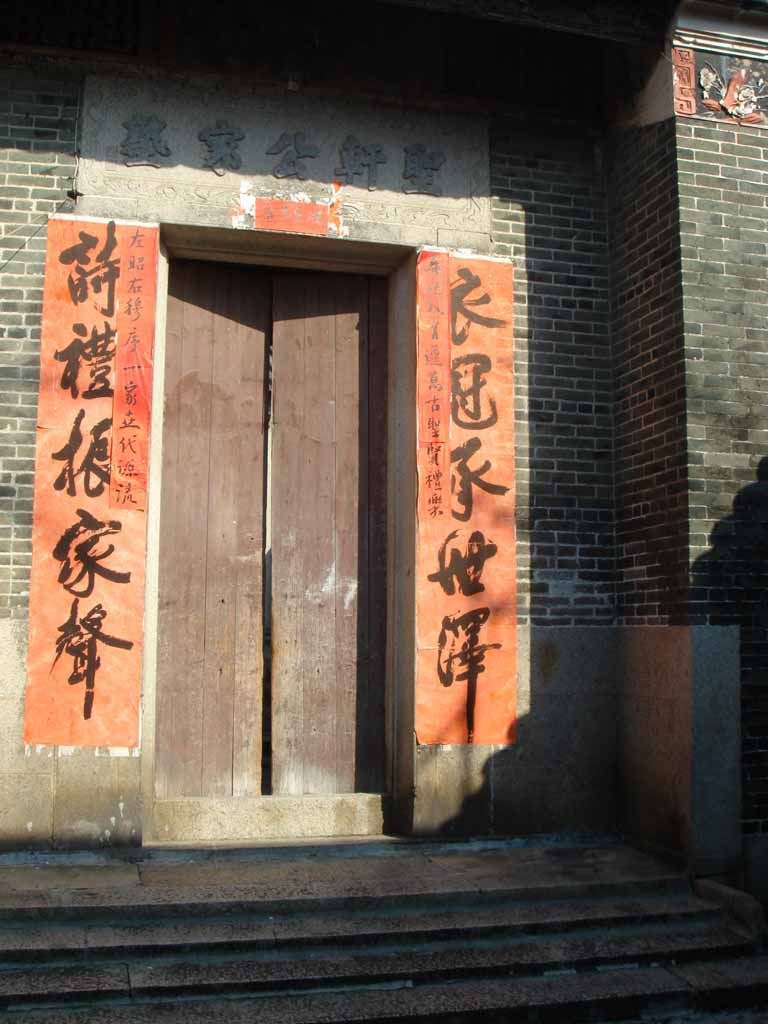
聖軒公家塾

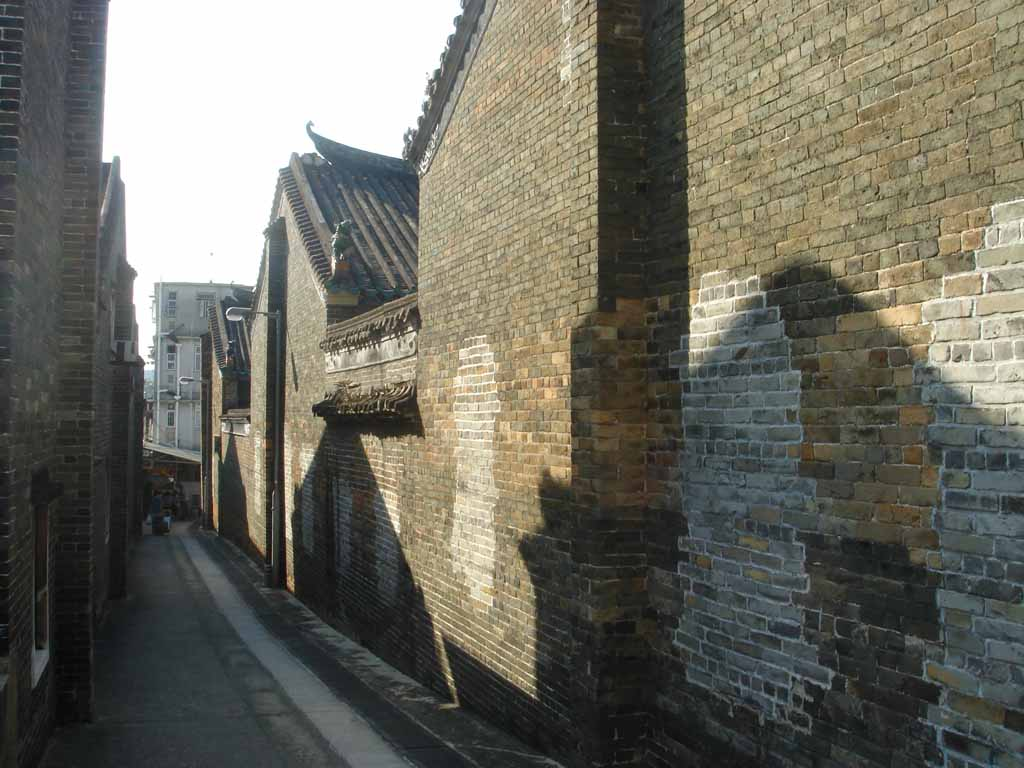
聖軒公家塾（左邊）與愈喬二公祠（右邊）的圍牆

聖軒公家塾，俗稱卜卜齋，座落於香港元朗屏山坑尾村，位於愈喬二公祠側，是屏山文物徑的文物之一。
聖軒公家塾大門聯：

衣冠承世澤，詩禮振家聲。
聖軒公家塾側門聯：

文章華國，詩禮傳家。
聖軒公家塾春秋二祭大門聯：

春祀秋嘗遵萬古聖賢禮樂，

左昭右穆序一宗世代源流。

## 外部連結
- 屏山文物徑 — 書室 （页面存档备份，存于）